# 川口マーン惠美
川口マーン惠美（かわぐちマーンえみ、Emi Kawaguchi-Mahn、1956年 - ）は、日本の作家、拓殖大学日本文化研究所客員教授。

## 来歴
大阪府生まれ。日本大学芸術学部音楽学科ピアノ科卒業。1982年、当時：西ドイツのシュトゥットガルト国立音楽大学大学院ピアノ科に入学。1985年、同大学院を修了。
同年、技術者であるエバーハルト・マーンと結婚し、そのまま2017年まで、ドイツバーデン＝ヴュルテンベルク州シュトゥットガルトに在住。2022年時点はライプツィヒ在住。
夫の転勤で2年間に渡って生活した、イラン・イラク戦争のイラクでの経験を元に、1990年に『フセイン独裁下のイラクで暮らして』（草思社）を出版。以後3人の娘の母として子育ての他に執筆活動のほか、ピアノ教師、通訳、翻訳を行っている。
2011年、拓殖大学日本文化研究所客員教授に就任。
2010年以降は、在住しているドイツに批判的な文章をメインに執筆している。特に原発推進・自然エネルギー懐疑主張のエネルギー政策関連が多いが、専門家やジャーナリストではない。

## 主張

### 気候変動懐疑論
気候変動に関する科学的コンセンサスと反対に、二酸化炭素は気候変動の主要な原因ではないと考えている。また、気候危機が起こっていない証拠として、オランダの懐疑論者Guus Berkhoutら500人の科学者が署名した書簡を挙げているが、Climate Feedbackによるファクトチェックでこの書簡の内容は科学的事実に基づいておらず、不正確と判定されている。

### エネルギー政策関連
- 福島第一原子力発電所事故以降の日本での脱原発運動を巡るエネルギー政策論争を受けて、ドイツでの脱原発政策の事情の調査を始め、「自然エネルギーでは、エネルギーができ過ぎたりでき無さ過ぎたりで不安定である」、「火力発電によってフランスの10倍のCO2を排出している」、「ドイツ国内で再生可能エネルギーの否定報告書が大量に出ている」として、原発の稼働を容認すべきとの立場を取っている[8][9]。
- 2012年2月には、発起人の1人として、原発推進を目的とする日本エネルギー会議に参加。

## 著書

### 単著
- 『フセイン独裁下のイラクで暮らして』草思社、1990
- 『ドイツからの報告』草思社、1993
- 『あるドイツ女性の二十世紀　1900-1993』草思社、1995
- 『国際結婚ナイショ話』草思社、1997
- 『不倫!』草思社、1998
- 『禁断』草思社、2001
- 『ドイツは苦悩する　―日本とあまりにも似通った問題点についての考察―』草思社、2004
- 『ドレスデン逍遥　―華麗な文化都市の破壊と再生の物語―』草思社、2005
- 『母親に向かない人の子育て術』文春新書、2007
- 『証言・フルトヴェングラーかカラヤンか』新潮選書、2008
- 『日本はもうドイツに学ばない?　―20世紀の戦争をどう克服すべきか―』徳間書店、2009
  - 『日本とドイツ 歴史の罪と罰　―20世紀の戦争をどう克服すべきか―』徳間文庫カレッジ、2015
- 『ドイツ料理万歳!』平凡社新書、2009
- 『ベルリン物語　都市の記憶をたどる』平凡社新書、2010
- 『サービスできないドイツ人、主張できない日本人』草思社、2011
  - 『ドイツ流、日本流』草思社文庫、2014
- 『住んでみたドイツ 8勝2敗で日本の勝ち』講談社＋α新書、2013
- 『ドイツで、日本と東アジアはどう報じられているか?』祥伝社新書、2013
- 『住んでみたヨーロッパ 9勝1敗で日本の勝ち』講談社＋α新書、2014
- 『ドイツの脱原発がよくわかる本　―日本が見習ってはいけない理由―』草思社、2015。ISBN 978-4794221254
  - 『脱原発の罠　日本がドイツを見習ってはいけない理由』草思社文庫、2018。ISBN 978-4-7942-2335-7
- 『なぜ日本人は、一瞬でおつりの計算ができるのか』PHP研究所、2015。ISBN 978-4569822990
- 『ヨーロッパから民主主義が消える』PHP研究所、2015。ISBN 978-4569827919
- 『世界一豊かなスイスとそっくりな国ニッポン』講談社＋α新書、2016。ISBN 978-4062729659
- 『復興の日本人論 誰も書かなかった福島』グッドブックス、2017。ISBN 978-4907461157
- 『そしてドイツは理想を見失った』角川新書、2018。ISBN 978-4040822174
- 『老後の誤算 日本とドイツ』草思社、2018。ISBN 978-4-7942-2361-6
- 『移民難民　世界一安全で親切な国日本がEUの轍を踏まないために』グッドブックス、2019。ISBN 978-4-907461-23-2
- 『世界「新」経済戦争 なぜ自動車の覇権争いを知れば未来がわかるのか』KADOKAWA、2020年。ISBN 978-4-04-604529-4。
- 『メルケル仮面の裏側 ドイツは日本の反面教師である』PHP研究所〈PHP新書〉、2021年。ISBN 978-4-569-84713-9。
- 『無邪気（ノーテンキ）な日本人よ、白昼夢から目覚めよ』ワック・新書判、2021年
- 『左傾化するSDGs　先進国ドイツで今、何が起こっているか』ビジネス社、2022年

### 共著
- 西尾幹二と 『膨張するドイツの衝撃』（ビジネス社、2015年8月）
- 高山正之と 『日・米・独―10年後に生き残っている国はどこだ』（ベストセラーズ、2016年10月）、ISBN 978-4584137529
- 豊田有恒と 『ドイツ見習え論が日本を滅ぼす　メルケル後の迷走でEU大波乱！？』（ビジネス社、2021年9月）、ISBN 9784828423272
- 掛谷英紀、有馬純、加藤康子、藤枝一也、杉山大志ほか『SDGsの不都合な真実』宝島社、2021年。ISBN 9784299020987。
- 福井義高と『優しい日本人が気づかない残酷な世界の本音』（ワニブックス、2024年）

### 訳書
- マイク・ブラツケ『北朝鮮「楽園の残骸」 ある東独青年が見た真実』草思社、2003年。ISBN 9784794212412

## 出演番組

### インターネット配信
- チャンネル桜 「闘論！倒論！討論！」等、不定期にて出演中